# Lunes gala
Lunes Gala fue un estelar chileno realizado por la Corporación de Televisión de la Universidad Católica de Chile entre mayo y diciembre de 1979, con la dirección televisiva de Gonzalo Bertrán, la orquesta del maestro Juan Azúa y la conducción de César Antonio Santis.
Era grabado desde el entonces Teatro Casino Las Vegas (actual Teatro Teletón) y en él participaban, además de humoristas, artistas nacionales e internacionales como Cacho Castaña, Miguel Bosé, Julio Iglesias, Paloma San Basilio, The 5th Dimension, Cherry Laine, Celi Bee, Vicki Sue Robinson, Umberto Tozzi, Gladys Knight o Barry White (los dos últimos llegaron por primera vez a Chile justamente para presentarse en el estelar). También aparecieron famosos humoristas como Coco Legrand, Bigote Arrocet, Moria Casán, Jorge Porcel y Juan Verdaguer.
A pesar de los numerosos artistas invitados, el programa no pudo contra la serie norteamericana El Hombre Increíble que transmitía en ese horario la competencia (Televisión Nacional), y fue cancelado en la primavera de ese año.
Es uno de los antecesores del famoso estelar de la década de los 80, Martes 13 (1983-1995).

## Episodios notables
- En la competencia de compositores que incluía el programa, fue postulante, ganando la competencia, el único tema en estilo netamente disco compuesto en Chile: «Lost love concert», tema en inglés compuesto por Scottie Scott y cantado a dúo por Juan Antonio Labra y Andrea Tessa.
- La visita de Julio Iglesias generó tal histeria colectiva en el Teatro Casino Las Vegas que le fueron arrojadas flores, prendas de ropa femenina e incluso una modelo se subió al escenario para saludar al cantante.
- Umberto Tozzi al cantar su primera canción sufrió un percance al romperse sus pantalones en la entrepierna, debiendo actuar sentado el resto del programa; de hecho, su mayor éxito, «Gloria», lo cantó sentado al piano cuando el público enfervorizado se subió al escenario a bailar el tema.